# Mapleton (Ontario)
Mapleton è una municipalità dello stato canadese dell'Ontario, situata nella Contea di Wellington.
Il centro abitato più grosso è il capoluogo Drayton, dove si trovano anche gli uffici municipali e la maggior parte delle attività commerciali. 

Comunità più piccole sono ad Alma, Bosworth, Dobbenville, Glen Allan, Goldstone, Hollen, Lebanon, Moorefield, Parker, Quarindale, Riverbank, Rothsay, Spruce Green, Stirton, Wyandot e Yatton.
La municipalità nasce il 1º gennaio 1999, con la fusione di Drayton con Maryborough e Peel.